# Distretto rurale di Musoma
Il distretto rurale di Musoma è un distretto della Tanzania situato nella regione di Mara. È suddiviso in 14 circoscrizioni (wards) e conta una popolazione di 178 356 abitanti (censimento 2012). 
Elenco delle circoscrizioni:
- Bugwema
- Bukima
- Bukumi
- Bulinga
- Busambara
- Bwasi
- Kiriba
- Makojo
- Mugango
- Murangi
- Nyambono
- Nyamrandirira
- Suguti
- Tegeruka